# Eurycantha calcarata
Eurycantha calcarata (PSG: 23) is een insect uit de orde van de Phasmatodea (wandelende takken) en komt voor in Papoea-Nieuw-Guinea. Deze wandelende tak wordt ook wel zwarte grondtak genoemd.
Ze planten zich vooral geslachtelijk voort, maar maagdelijke voortplanting kan ook voorkomen. Het vrouwtje legt de eitjes in de grond met haar legboor. Die komen dan na vier tot zes maanden uit en na evenveel maanden zijn ze volwassen. Een volwassen mannetje wordt ongeveer 10 tot 12 cm groot, een vrouwtje 12 tot 15 cm. Volwassen dieren hebben een scherpe stekel van meer dan één cm groot op hun achterpoten, welke ze gebruiken ter verdediging.
De dieren zijn vooral 's nachts actief. Overdag verschuilen ze zich, meestal in een grote groep, zeer dicht op elkaar. Het is aangeraden verschillende schuilmogelijkheden in het terrarium te voorzien.
De soort is niet kieskeurig wat hun voeding betreft. Ze eten onder andere braambladeren, klimop, eikenbladeren en eventueel zelfs papier.

## Galerij

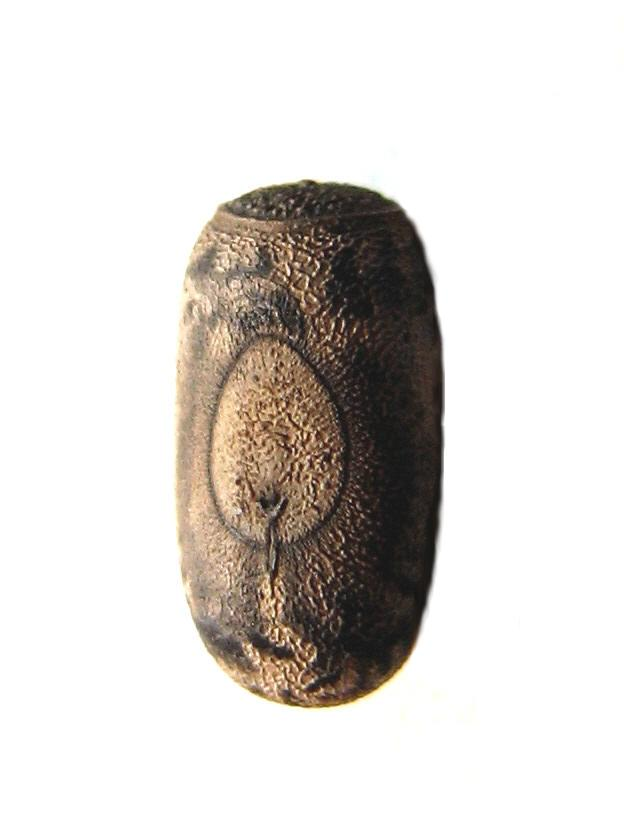
Eitje
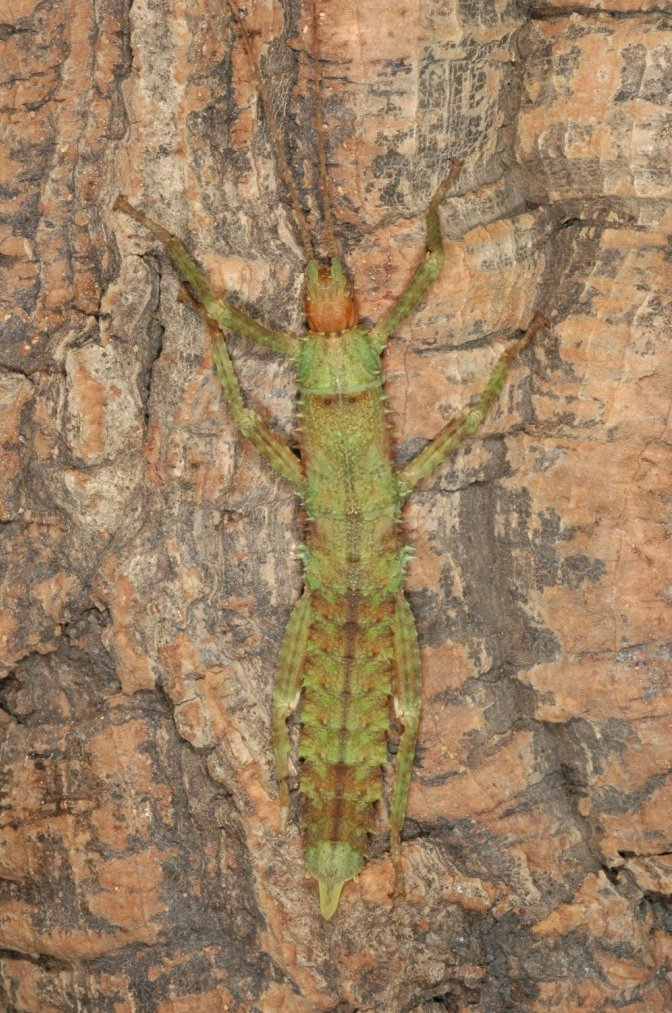
Nimf
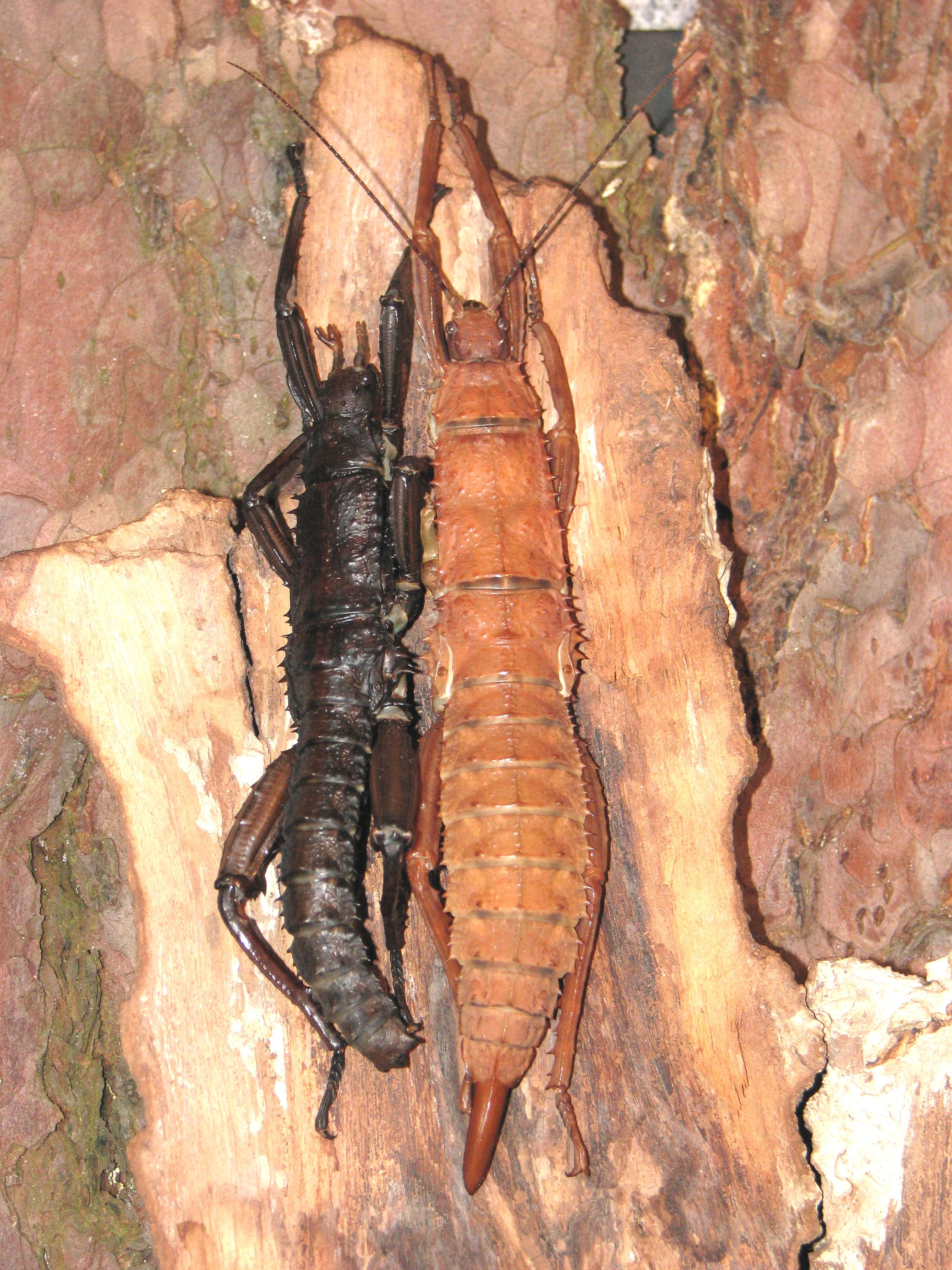
Koppel (links: mannetje, rechts: vrouwtje)
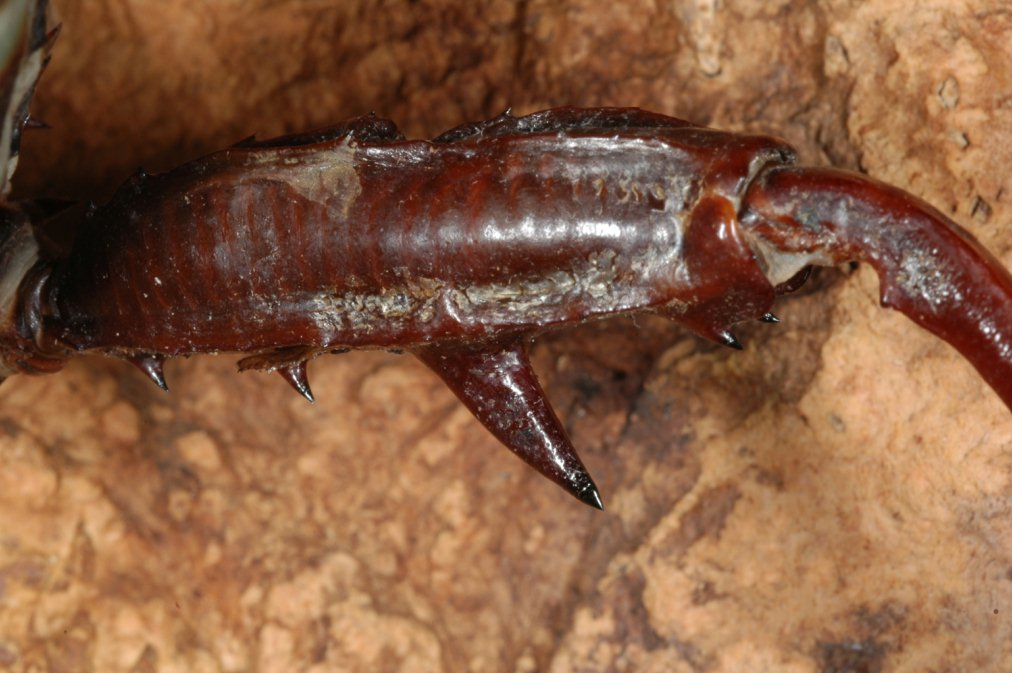
Grote stekel op de achterpoot